# Acetato de 2-etilhexilo

El compuesto químico acetato de 2-etilhexilo, también conocido como éster 2-etilhexilico del ácido acético o etanoato de 2 etilhexilo, es un líquido claro e incoloro, con un suave olor dulzón. Es inmiscible y menos denso que el agua.
Se obtiene por condensación entre el ácido acético y el alcohol 2-etil hexílico, en presencia de un catalizador. Se presenta a granel y envasado.
Su uso más importante es como disolvente para la nitrocelulosa y es ampliamente utilizado en la industria del cuero. También se utiliza como disolvente en reacciones específicas y en perfumería.

## Síntesis
La principal forma de sintetizar acetato de 2 etilhexilo es mediante la esterificación de Fischer, esterificación directa entre el ácido acético y el alcohol  2-etilhexílico en presencia de un catalizador.
Un método alternativo de preparar ésteres es emplear no el ácido en sí, sino su cloruro, el acetato de 2-etilhexilo se puede obtener por la acción del alcohol sobre el cloruro del ácido acético.

### Esterificación catalítica de Fischer
Una posible ruta sintética para el acetato de 2-etilhexilo es mediante la esterificación de Fischer catalizada por el ácido 12-fosfotúngstico soportado en una fase sólida y porosa de zirconio hidratado.
La dispersión del ácido fosfotúngstico en los poros del zirconio hidratado permite el crecimiento de cristales en la fase sólida, mostrando una actividad catalítica para la reacción de esterificación en fase líquida del alcohol 2-etil-1-hexanol en presencia de ácido acético.
Esta ruta catalítica es considerada una ruta sostenible porque tanto la conversión del alcohol como la selectividad hacia la formación del éster es del 100%. Además la reacción de Fischer tiene una alta economía atómica al generarse agua como único subproducto de la reacción y por la fácil recuperación del catalizador de los productos al encontrarse en fases distintas.

### Reactividad
Los ésteres reaccionan con agua en presencia de ácidos para hidrolizarse desprendiéndose el ácido y el alcohol correspondiente. La adición de ácidos fuertes oxidantes puede causar una reacción muy vigorosa.
Con soluciones cáusticas también se puede liberar calor.
En presencia de metales alcalinos e hidruros se puede desprender hidrógeno.

## Características generales
Es térmicamente estable a un alto intervalo de temperaturas sin dar reacciones de polimerización. 
Es inmiscible en agua y miscible en muchos disolventes comunes como alcoholes, cetonas, aldehídos, éteres, glicoles, éteres de glicol e hidrocarburos aromáticos y alifáticos.
Aunque es inmiscible en agua es relativamente polar y tiene un alto poder como disolvente de la nitrocelulosa y muchas resinas naturales y sintéticas. Estas propiedades hacen que el compuesto sea útil en las formulaciones de pinturas y recubrimientos como las pinturas de nitrato de celulosa.
Sus propiedades también pueden ser útiles en el revestimiento de cepillado, inmersión y pulverización.
El principal objetivo de añadir acetato de 2-etilhexilo es mejorar el flujo y la formación de la película.
También se utiliza como aditivo en productos de limpieza y removedores de pinturas, además tiene la peculiaridad de que no es tóxico y es biodegradable por lo que presenta unas buenas características como disolvente sostenible.

### Aplicaciones
- Disolvente en la industria del cuero, para, resinas,barnices, acabados horneables con una aplicación muy específica en hidrolacas y lacas a base de nitrocelulosa por su lenta evaporación.
- Como dispersante en organosoles vinílicos.
- Como agente coalescente en industria de pinturas al látex.
- Como disolvente en perfumería.
- En fertilizantes, pesticidas y en fabricación de productos químicos agrícolas.

### Efectos para la salud humana
- Carcinogénesis: No está considerado como carcinógeno.
- Resumen de riesgos: Es ligeramente irritante a la piel, causando enrojecimiento, inflamación, desecamiento, agrietamiento y posible infección con un contacto prolongado o repetitivo. Es moderadamente irritante a los ojos causando lagrimeo, irritación o conjuntivitis. También pueden irritar el tracto digestivo o las mucosas.
- Efectos agudos: Por ingestión o inhalación puede afectar al sistema nervioso central causando excitación, euforia, dolor de cabeza, mareos somnolencia, visión borrosa, fatiga, temblores, convulsiones, pérdida de conocimiento, coma, paro respiratorio o muerte.
- Efectos crónicos: Puede provocar sensibilización alérgica en algunas personas. Puede causar daño a riñones e hígado.

## Primeros auxilios
- Ojos: No permitir que la víctima cierre o restriegue los ojos. Levantar suavemente los párpados y enjuagar con gran cantidad de agua. Consultar al médico.
- Piel: Quitarse rápidamente la ropa contaminada y enjuagar con agua abundante y jabón.
- Inhalación: La persona contaminada tiene que ser desplazada a zonas ventiladas y si es necesario aplicar respiración artificial.
- Ingestión: No ingerir alimentos ni líquidos si la persona está recibiendo convulsiones o está inconsciente. No inducir al vómito. Si la persona contaminada está consciente es recomendable la ingestión de líquidos.
- Nota para el médico: En caso de ingestión, para evitar la absorción, se puede hacer lavaje de estómago con carbón activo.